# A Little Princess
A Little Princess is een Amerikaanse familiefilm uit 1995 onder regie van Alfonso Cuarón en is gebaseerd op het gelijknamige boek van Frances Hodgson Burnett uit 1905. Het boek was in 1939 als eens eerder verfilmd met Shirley Temple in de hoofdrol.

## Verhaal
Sara wordt naar een strenge kostschool gestuurd wanneer haar vader zich aanmeldt voor de Eerste Wereldoorlog. Als hij voor dood wordt gehouden, dwingt de directrice, die weet dat er geen geld meer zal komen, het meisje om als dienstmeisje te werken.

## Rolverdeling
| Acteur              | Personage     |
| ------------------- | ------------- |
| Liesel Matthews     | Sara Crewe    |
| Eleanor Bron        | Maria Minchin |
| Liam Cunningham     | Richard Crewe |
| Vanessa Lee Chester | Becky         |
| Taylor Fry          | Lavinia       |

## Release en ontvangst
A Little Princess ging op 10 mei 1995 in première in de Amerikaanse bioscopen. De film kreeg overwegend positieve kritieken van de filmcritici, met een score van 97% op Rotten Tomatoes, gebaseerd op 37 beoordelingen. Desondanks flopte de film  in de bioscopen.